# Knjižnica Šentjur
Knjižnica Šentjur je osrednja splošna knjižnica s sedežem na Mestnem trgu 5b (Šentjur).
Začetki knjižničarstva v Šentjurju segajo v leto 1902, ko je bilo ustanovljeno Katoliško bralno društvo. Največjo prelomnico na področju knjižničarstva v Šentjurju predstavlja zaposlitev prve knjižničarke za polni delovni čas (leta 1976), kar pomeni začetek organiziranega in strokovnega knjižničarstva v občini Šentjur. Na današnji lokaciji je Knjižnica Šentjur od leta 2006.
Ima naslednje enote: Knjižnica Dobje, Planina in Ponikva, v upravljanju pa ima tudi Ipavčev kulturni center Šentjur - IKC Šentjur.